# Christian Schüler
Christian Gottlieb Schüler (* 27. März 1798 in Salzungen; †  1. Juni 1874 in Jena) war ein deutscher Jurist und Mitglied der Frankfurter Nationalversammlung.

## Leben
Nach dem Besuch des Lyzeums in Meiningen studierte Schüler Rechtswissenschaften an den Universitäten in Jena und Heidelberg. Während seines Studiums schloss er sich 1816 der Urburschenschaft in Jena an. Er nahm an den Wartburgfesten von 1817, 1848 und 1867 teil.
Nach seinem Examen arbeitete er ab 1820 als Advokat in Salzungen und trat 1827 in den Staatsdienst.
1848 bis 1849 war er Abgeordneter des Vorparlaments und der Frankfurter Nationalversammlung für den Wahlbezirk 3 Jena (Sachsen/Weimar/Eisenach). Er gehörte dem Verfassungsausschuss der Nationalversammlung an und war Mitglied im Deutschen Hof und im Märzverein. 1849 war er Abgeordneter des Stuttgarter Rumpfparlaments. Von 1849 bis 1850 war er Abgeordneter im Landtag von Sachsen-Weimar-Eisenach und dort zeitweise Zweiter Vizepräsident. 1859 war er Mitgründer des Deutschen Nationalvereins und des Deutschen Abgeordnetentages, 1864 war er Vizepräsident der Eisenacher Demokratenzusammenkunft.
Zum 50-jährigen Dienstjubiläum am 17. Januar 1870 wurde ihm das Ehrenbürgerrecht verliehen.